# Schaufelspitze (Stubaier Alpen)
Die Schaufelspitze ist ein 3332 m ü. A. hoher Berg in den Stubaier Alpen in Tirol.
Der Gipfel ist von der Bergstation der Stubaier Gletscherbahn am Schaufeljoch (auch Isidornieder) auf 3158 m westlich des Gipfels für geübte Bergsteiger leicht erreichbar. Weitere Anstiege sind der Nordgrat (UIAA III) und der Nordostgrat (UIAA III). Der Weg der Erstersteiger (UIAA II) führt vom Schaufelnieder (Fernaujoch) im Südosten zum Gipfel.

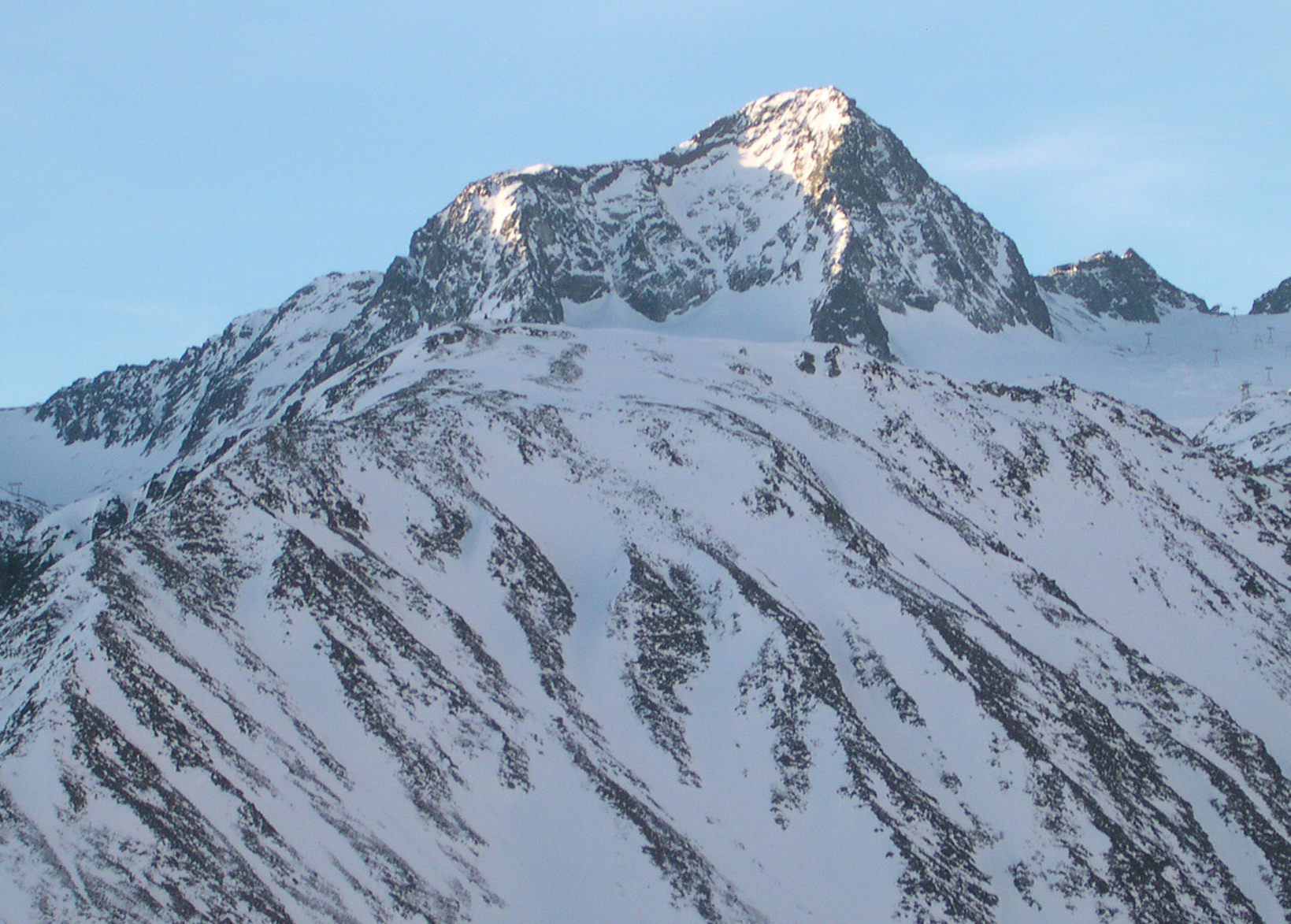
Die Schaufelspitze von Nordosten
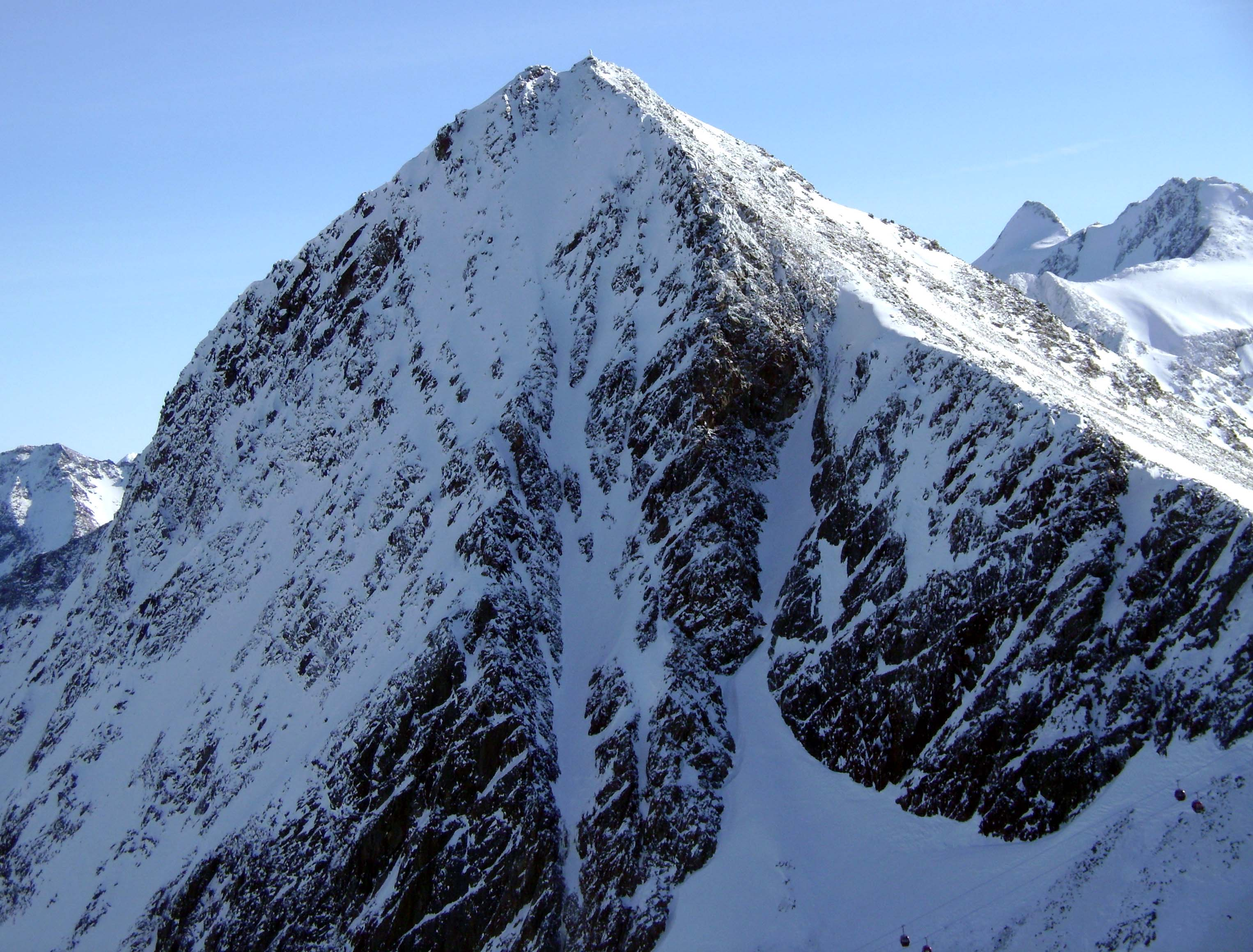
Schaufelspitze von Nordwesten. Dahinter Zuckerhütl und Pfaffenschneide. Rechts im Vordergrund die Schaufeljochbahn.
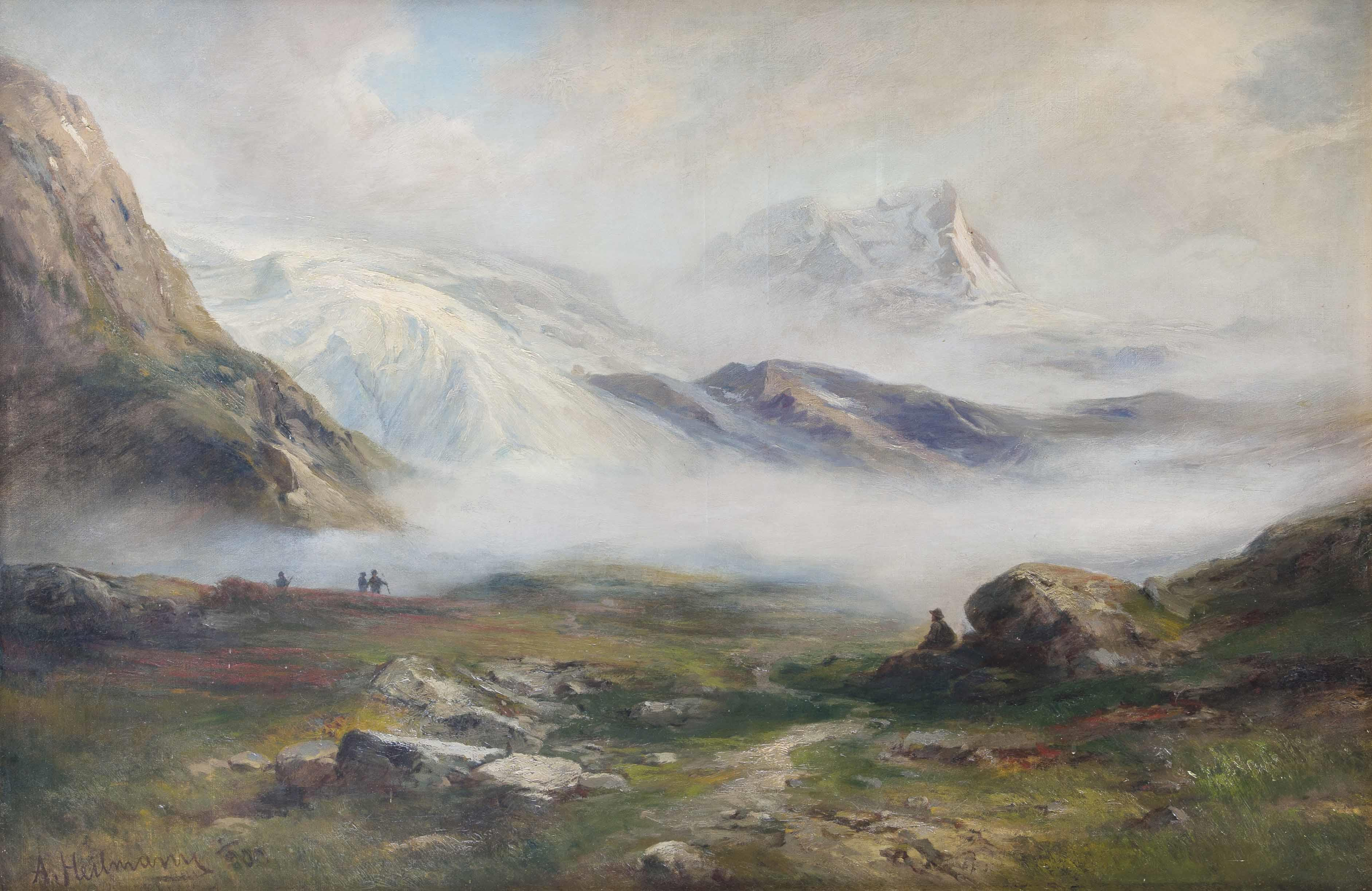
Schaufelspitze und Fernauferner von Nordosten (1900), Ölgemälde von Anton Paul Heilmann